# British Empire Games 1938/Leichtathletik
Bei den British Empire Games 1938 in Sydney wurden in der Leichtathletik zwischen dem 5. und 12. Februar insgesamt 28 Wettbewerbe veranstaltet, davon 20 für Männer und acht für Frauen. Austragungsort war der Sydney Cricket Ground.

## Männer

### 100-Yards-Lauf
| Platz | Athlet       | Land | Zeit (s) |
| ----- | ------------ | ---- | -------- |
| 1     | Cyril Holmes | ENG  | 09,7     |
| 2     | John Mumford | AUS  | 09,8     |
| 3     | Ted Best     | AUS  | 09,9     |
| 4     | Tom Lavery   | SAF  | 09,9     |
| 5     | Ted Hampson  | AUS  | 10,0     |
| 6     | Howard Yates | AUS  | 10,1     |

Finale: 5. Februar

### 220-Yards-Lauf
| Platz | Athlet         | Land | Zeit (s) |
| ----- | -------------- | ---- | -------- |
| 1     | Cyril Holmes   | ENG  | 21,2     |
| 2     | John Mumford   | AUS  | 21,3     |
| 3     | Ted Best       | AUS  | 21,4     |
| 4     | Larry O’Connor | CAN  | 21,6     |
| 5     | Howard Yates   | AUS  | 21,7     |
| 6     | Bill Roberts   | ENG  | 21,7     |

Finale: 10. Februar

### 440-Yards-Lauf
| Platz | Athlet        | Land | Zeit (s) |
| ----- | ------------- | ---- | -------- |
| 1     | Bill Roberts  | ENG  | 47,9     |
| 2     | William Fritz | CAN  | 47,9     |
| 3     | Denis Shore   | SAF  | 48,1     |
| 4     | John Mumford  | AUS  |          |
| 5     | John Loaring  | CAN  |          |
| 6     | Harold Tyrie  | NZL  |          |

Finale: 12. Februar

### 880-Yards-Lauf
| Platz | Athlet           | Land | Zeit (min) |
| ----- | ---------------- | ---- | ---------- |
| 1     | Pat Boot         | NZL  | 1:51,2     |
| 2     | Frank Handley    | ENG  | 1:54,0     |
| 3     | Bill Dale        | CAN  | 1:54,2     |
| 4     | Jim Alford       | WAL  |            |
| 5     | Theo Allen       | NZL  |            |
| 6     | Brian MacCabe    | ENG  |            |
| 7     | Gerald Backhouse | AUS  |            |
| 8     | Niklaas Wessels  | SAF  |            |

Finale: 7. Februar

### Meilenlauf
| Platz | Athlet           | Land | Zeit (min) |
| ----- | ---------------- | ---- | ---------- |
| 1     | Jim Alford       | WAL  | 4:11,6     |
| 2     | Gerald Backhouse | AUS  | 4:12,3     |
| 3     | Pat Boot         | NZL  | 4:12,6     |
| 4     | Art Clarke       | CAN  | 4:14,4     |
| 5     | Bernard Eeles    | ENG  | 4:15,2     |
| 6     | Bill Pullar      | NZL  |            |
|       | Bobby Graham     | SCO  | DNF        |
|       | Theo Allen       | NZL  | DNF        |

Finale: 12. Februar

### Drei-Meilen-Lauf
| Platz | Athlet            | Land | Zeit (min) |
| ----- | ----------------- | ---- | ---------- |
| 1     | Cecil Matthews    | NZL  | 13:59,6    |
| 2     | Peter Ward        | ENG  | 14:05,6    |
| 3     | Scotty Rankine    | CAN  | 14:24,0    |
| 4     | Wally Hayward     | SAF  | 14:24,4    |
| 5     | Stan Nicholls     | AUS  | 14:30,0    |
| 6     | Laurie Weatherill | ENG  |            |
| 7     | Alan Geddes       | NZL  |            |
| 8     | Keith Faulkner    | AUS  |            |

5. Februar

### Sechs-Meilen-Lauf
| Platz | Athlet            | Land | Zeit (min) |
| ----- | ----------------- | ---- | ---------- |
| 1     | Cecil Matthews    | NZL  | 30:14,5    |
| 2     | Scotty Rankine    | CAN  |            |
| 3     | Wally Hayward     | SAF  |            |
| 4     | Alan Geddes       | NZL  |            |
| 5     | Laurie Weatherill | ENG  |            |
| 6     | Jackie Gibson     | SAF  |            |
| 7     | Milt Wallace      | CAN  |            |
| 8     | Fred Bassed       | AUS  |            |

10. Februar

### Marathon
| Platz | Athlet           | Land | Zeit (h) |
| ----- | ---------------- | ---- | -------- |
| 1     | Johannes Coleman | SAF  | 2:30:50  |
| 2     | Bert Norris      | ENG  | 2:37:57  |
| 3     | Jackie Gibson    | SAF  | 2:38:20  |
| 4     | Donald Robertson | SCO  | 2:42:40  |
| 5     | James Bartlett   | CAN  | 2:50:41  |
| 6     | Lloyd Longman    | CAN  | 2:54:54  |
| 7     | Walter Young     | CAN  | 2:59:05  |
| 8     | Dick Crossley    | AUS  | 3:12:50  |

7. Februar

### 120-Yards-Hürdenlauf
| Platz | Athlet         | Land | Zeit (s) |
| ----- | -------------- | ---- | -------- |
| 1     | Tom Lavery     | SAF  | 14,0     |
| 2     | Larry O’Connor | CAN  | 14,2     |
| 3     | Sid Stenner    | AUS  | 14,4     |
| 4     | Don McLardy    | AUS  | 14,6     |
| 5     | Sid Kiel       | SAF  | 14,7     |
| 6     | Frank Sharpley | NZL  | 15,0     |

Finale: 12. Februar

### 440-Yards-Hürdenlauf
| Platz | Athlet          | Land | Zeit (s) |
| ----- | --------------- | ---- | -------- |
| 1     | John Loaring    | CAN  | 52,9     |
| 2     | John Park       | AUS  | 54,6     |
| 3     | Alan McDougall  | AUS  | 55,2     |
| 4     | Alf Watson      | AUS  |          |
| 5     | Arnold Anderson | NZL  |          |
| 6     | Paul Magee      | AUS  |          |

5. Februar

### 4-mal-110-Yards-Staffel
| Platz | Athlet     | Land                                                          | Zeit (s) |
| ----- | ---------- | ------------------------------------------------------------- | -------- |
| 1     | Kanada     | Jack Brown Pat Haley John Loaring Larry O’Connor              | 41,6     |
| 2     | England    | Kenneth Richardson Sandy Duncan Lawrence Wallace Cyril Holmes | 41,8     |
| 3     | Australien | Ted Best Alf Watson Ted Hampson Howard Yates                  | 41,9     |

### 4-mal-440-Yards-Staffel
| Platz | Athlet     | Land                                                  | Zeit (s) |
| ----- | ---------- | ----------------------------------------------------- | -------- |
| 1     | Kanada     | Lee Orr Bill Dale William Fritz John Loaring          | 3:16,9   |
| 2     | England    | Frank Handley Henry Pack Brian MacCabe Bill Roberts   | 3:19,2   |
| 3     | Neuseeland | Alan Sayers Arnold Anderson Graham Quinn Harold Tyrie | 3:22,0   |
| 4     | Australien | Hugh Johnson Athol Jones John Park Vernon Wallace     |          |

### Hochsprung
| Platz | Athlet             | Land | Höhe (m) |
| ----- | ------------------ | ---- | -------- |
| 1     | Edwin Thacker      | SAF  | 1,96     |
| 2     | Robert Heffernan   | AUS  | 1,88     |
| 3     | Dudleigh Shetliffe | AUS  | 1,88     |
| 4     | Peter Tancred      | AUS  | 1,86     |
| 5     | John Newman        | ENG  | 1,86     |
| 6     | Joe Haley          | CAN  | 1,86     |
| 7     | Jack Metcalfe      | AUS  | 1,82     |
| 8     | Henry Perera       | CEY  | 1,82     |

5. Februar

### Stabhochsprung
| Platz | Athlet             | Land | Höhe (m) |
| ----- | ------------------ | ---- | -------- |
| 1     | Andries du Plessis | SAF  | 4,11     |
| 2     | Les Fletcher       | AUS  | 3,97     |
| 3     | Stuart Frid        | CAN  | 3,88     |
| 4     | Richard Webster    | ENG  | 3,88     |
| 5     | Ted Winter         | AUS  | 3,88     |
| 6     | Ian Barrett        | RHO  | 3,77     |
| 7     | Fred Woodhouse     | AUS  | 3,77     |
| 8     | Bill Cartwright    | AUS  | 3,50     |

12. Februar

### Weitsprung
| Platz | Athlet            | Land | Weite (m) |
| ----- | ----------------- | ---- | --------- |
| 1     | Harold Brown      | CAN  | 7,43      |
| 2     | Jim Panton        | CAN  | 7,25      |
| 3     | Basil Dickinson   | AUS  | 7,15      |
| 4     | Harry Gould       | AUS  | 7,12      |
| 5     | Jack Metcalfe     | AUS  | 7,08      |
| 6     | Walter Tambimuttu | CEY  | 6,95      |
| 7     | Ray Graf          | AUS  | 6,86      |
| 8     | Harry Lister      | ENG  | 6,84      |

10. Februar

### Dreisprung
| Platz | Athlet             | Land | Weite (m) |
| ----- | ------------------ | ---- | --------- |
| 1     | Jack Metcalfe      | AUS  | 15,49     |
| 2     | Lloyd Miller       | AUS  | 15,41     |
| 3     | Basil Dickinson    | AUS  | 15,28     |
| 4     | Ray Graf           | AUS  | 14,62     |
| 5     | Harold Brown       | CAN  | 14,08     |
| 6     | Bertie Shillington | NIR  | 13,94     |
| 7     | Jim Panton         | CAN  | 13,37     |
| 8     | Wallace Brown      | CAN  | 12,23     |

12. Februar

### Kugelstoßen
| Platz | Athlet            | Land | Weite (m) |
| ----- | ----------------- | ---- | --------- |
| 1     | Louis Fouché      | SAF  | 14,48     |
| 2     | Eric Coy          | CAN  | 13,96     |
| 3     | Francis Drew      | AUS  | 13,80     |
| 4     | William Plummer   | AUS  | 13,55     |
| 5     | Harry Wilson      | AUS  | 13,19     |
| 6     | William MacKenzie | AUS  | 12,84     |
| 7     | Jim Courtright    | CAN  | 12,10     |
| 8     | George Sutherland | CAN  | 11,99     |

12. Februar

### Diskuswurf
| Platz | Athlet            | Land | Weite (m) |
| ----- | ----------------- | ---- | --------- |
| 1     | Eric Coy          | CAN  | 44,75     |
| 2     | David Young       | SCO  | 43,04     |
| 3     | George Sutherland | CAN  | 41,47     |
| 4     | Harry Wilson      | AUS  | 40,59     |
| 5     | Keith Pardon      | AUS  | 39,73     |
| 6     | William MacKenzie | AUS  | 39,30     |
| 7     | Adrian Button     | AUS  | 38,32     |
| 8     | John Morgan       | NZL  | 36,57     |

7. Februar

### Hammerwurf
| Platz | Athlet            | Land | Weite (m) |
| ----- | ----------------- | ---- | --------- |
| 1     | George Sutherland | CAN  | 48,71     |
| 2     | Keith Pardon      | AUS  | 45,11     |
| 3     | James Leckie      | NZL  | 44,33     |
| 4     | Patrick McNamara  | AUS  | 42,60     |
| 5     | Myer Rosenblum    | AUS  | 41,39     |
| 6     | Les Graham        | AUS  | 40,06     |
|       | Eric Coy          | CAN  | DNS       |

10. Februar

### Speerwurf
| Platz | Athlet         | Land | Weite (m) |
| ----- | -------------- | ---- | --------- |
| 1     | Jim Courtright | CAN  | 62,81     |
| 2     | Stanley Lay    | NZL  | 62,21     |
| 3     | Jack Metcalfe  | AUS  | 55,50     |
| 4     | Harold Brown   | CAN  | 53,30     |
| 5     | James Barlow   | AUS  | 51,53     |
| 6     | David Goode    | AUS  | 50,31     |
| 7     | Bert Sheiles   | AUS  | 49,95     |
| 8     | John Clarke    | NIR  | 49,65     |

5. Februar

## Frauen

### 100-Yards-Lauf
| Platz | Athletin       | Land | Zeit (s) |
| ----- | -------------- | ---- | -------- |
| 1     | Decima Norman  | AUS  | 11,1     |
| 2     | Joyce Walker   | AUS  | 11,3     |
| 3     | Mildred Dolson | CAN  | 11,4     |
| 4     | Barbara Burke  | SAF  | 11,5     |
| 5     | Joan Woodland  | AUS  | 11,5     |
| 6     | Barbara Howard | CAN  | 11,6     |

Finale: 5. Februar

### 220-Yards-Lauf
| Platz | Athletin       | Land | Zeit (s) |
| ----- | -------------- | ---- | -------- |
| 1     | Decima Norman  | AUS  | 24,7     |
| 2     | Jean Coleman   | AUS  | 25,1     |
| 3     | Eileen Wearne  | AUS  | 25,3     |
| 4     | Aileen Meagher | CAN  | 25,5     |
| 5     | Barbara Burke  | SAF  |          |
| 6     | Irene Talbot   | AUS  |          |

Finale: 12. Februar

### 80-Meter-Hürdenlauf
| Platz | Athletin        | Land | Zeit (s) |
| ----- | --------------- | ---- | -------- |
| 1     | Barbara Burke   | SAF  | 11,7     |
| 2     | Isabel Grant    | AUS  | 11,7     |
| 3     | Rona Tong       | NZL  | 11,8     |
| 4     | Clarice Kennedy | AUS  |          |
| 5     | Thelma Peake    | AUS  |          |
|       | Kathleen Tiffen | ENG  | DNS      |

Finale: 12. Februar

### 440-Yards-Staffel (220 + 110 + 110)
| Platz | Land       | Athletinnen                                       | Zeit (s) |
| ----- | ---------- | ------------------------------------------------- | -------- |
| 1     | Australien | Jean Coleman Eileen Wearne Decima Norman          | 49,1     |
| 2     | Kanada     | Aileen Meagher Mildred Dolson Barbara Howard      | 49,9     |
| 3     | England    | Kathleen Stokes Dorothy Saunders Winifred Jeffrey | 51,3     |
| 4     | Neuseeland | Doreen Lumley Doris Strachan Rona Tong            |          |

### 660-Yards-Staffel (220 + 220 + 110 + 110)
| Platz | Land       | Athletinnen                                                    | Zeit (min) |
| ----- | ---------- | -------------------------------------------------------------- | ---------- |
| 1     | Australien | Jean Coleman Decima Norman Thelma Peake Joan Woodland          | 1:15,2     |
| 2     | England    | Winifred Jeffrey Dorothy Saunders Kathleen Stokes Ethel Raby   | 1:17,2     |
| 3     | Kanada     | Mildred Dolson Barbara Howard Aileen Meagher Violet Montgomery | 1:19,0     |

### Hochsprung
| Platz | Athletin         | Land | Höhe (m) |
| ----- | ---------------- | ---- | -------- |
| 1     | Dorothy Odam     | ENG  | 1,60     |
| 2     | Dora Gardner     | ENG  | 1,58     |
| 3     | Elizabeth Forbes | NZL  | 1,58     |
| 4     | Margaret Bell    | CAN  | 1,58     |
| 5     | Doris Carter     | AUS  | 1,55     |
| 6     | Elsie Poore      | AUS  | 1,42     |
| 7     | Isabella Miller  | CAN  | 1,37     |

12. Februar

### Weitsprung
| Platz | Athletin       | Land | Weite (m) |
| ----- | -------------- | ---- | --------- |
| 1     | Decima Norman  | AUS  | 5,80      |
| 2     | Ethel Raby     | ENG  | 5,66      |
| 3     | Thelma Peake   | AUS  | 5,55      |
| 4     | Evelyn Goshawk | CAN  | 5,38      |
| 5     | Mary Holloway  | ENG  | 5,22      |
| 6     | Doris Strachan | NZL  | 5,20      |
| 7     | Dora Gardner   | ENG  | 5,14      |
| 8     | Thelma Norris  | CAN  | 5,12      |

7. Februar

### Speerwurf
| Platz | Athletin          | Land | Weite (m) |
| ----- | ----------------- | ---- | --------- |
| 1     | Robina Higgins    | CAN  | 38,28     |
| 2     | Antonia Robertson | SAF  | 36,98     |
| 3     | Gladys Lunn       | ENG  | 36,41     |
| 4     | Mary Mitchell     | NZL  | 35,98     |
| 5     | Elsie Jones       | AUS  | 30,98     |
| 6     | Lena Mitchell     | AUS  | 30,55     |
| 7     | Clarice Kennedy   | AUS  | 29,66     |

10. Februar